# Pteroptrix sinica
Pteroptrix sinica is een vliesvleugelig insect uit de familie Aphelinidae. De wetenschappelijke naam is voor het eerst geldig gepubliceerd in 2011 door Özdikmen.